# Japão nos Jogos Olímpicos de Verão de 2016
Japão participou dos Jogos Olímpicos de Verão de 2016, que foram realizados na cidade do Rio de Janeiro, no Brasil, entre os dias 5 e 21 de agosto de 2016.

## Natação
| Atleta                                                   | Prova           | Eliminatórias | Eliminatórias | Semifinal   | Semifinal   | Final       | Final       |
| Atleta                                                   | Prova           | Tempo         | Pos.          | Tempo       | Pos.        | Tempo       | Pos.        |
| -------------------------------------------------------- | --------------- | ------------- | ------------- | ----------- | ----------- | ----------- | ----------- |
| Rikako Ikee                                              | 100 m borboleta | 57,27         | 7º Q          | 57,05       | 3º Q        | 56,86       | 5º          |
| Natsumi Hoshi                                            | 100 m borboleta | 58,15         | 14º Q         | 58,03       | 10º         | Não avançou | Não avançou |
| Sakiko Shimizu                                           | 400 m medley    | 4:34,66       | 7º Q          | —           | —           | 4:38,06     | 8º          |
| Miho Takahashi                                           | 400 m medley    | 4:37,33       | =10º          | —           | —           | Não avançou | Não avançou |
| Miki Uchida Rikako Ikee Misaki Yamaguchi Yayoi Matsumoto | 4 x 100 m livre | 3:36,74       | 7º Q          | —           | —           | 3:37,78     | 8º          |
| Natsumi Sakai                                            | 100 m costas    | 1:01,74       | 26º           | Não avançou | Não avançou | Não avançou | Não avançou |

| Atleta          | Prova        | Eliminatórias | Eliminatórias | Semifinal   | Semifinal   | Final       | Final             |
| Atleta          | Prova        | Tempo         | Pos.          | Tempo       | Pos.        | Tempo       | Pos.              |
| --------------- | ------------ | ------------- | ------------- | ----------- | ----------- | ----------- | ----------------- |
| Kosuke Hagino   | 400 m medley | 4:10,00       | 3º Q          | —           | —           | 4:06,05     | Medalha de ouro   |
| Daiya Seto      | 400 m medley | 4:08,47       | 2º Q          | —           | —           | 4:09,71     | Medalha de bronze |
| Naito Ehara     | 400 m livre  | 3:50,61       | 31º           | —           | —           | Não avançou | Não avançou       |
| Yasuhiro Koseki | 100m peito   | 58,91         | 2º Q          | 59,23       | 4º Q        | 59,37       | 6º                |
| Ippei Watanabe  | 100m peito   | 1:00,33       | 18º           | Não avançou | Não avançou | Não avançou | Não avançou       |